# Lavernhe
Lavernhe – miejscowość i dawna gmina we Francji, w regionie Oksytania, w departamencie Aveyron. W dniu 1 stycznia 2016 roku z połączenia pięciu ówczesnych gmin – Buzeins, Lapanouse, Lavernhe, Recoules-Prévinquières oraz Sévérac-le-Château – powstała nowa gmina Sévérac d’Aveyron. W 2013 roku populacja Lavernhe wynosiła 240 mieszkańców.

## Zabytki
Zabytki w miejscowości posiadające status monument historique:
- kościół św. Hipolita (fr. Église Saint-Hippolyte) w Lavernhe
- kościół św. Grzegorza (fr. Église Saint-Grégoire) w osadzie Saint-Grégoire